# 三溪镇 (垫江县)
三溪镇位于重庆市垫江县东南部，毗邻垫江南部区域中心镇坪山镇，因境内黑虎凼、黑龙江、竹园坝三条小河汇聚而得名。三溪镇全镇幅员面积72平方公里，总人口18433人，是一个生态小镇。

## 行政区划
- 居委会
  - 三汇社区委员会
  - 箐口社区委员会（曾为青口乡，后划归三溪镇管辖）

- 村委会
  - 青龙村委会
  - 江岭村委会
  - 向前村委会
  - 双龙村委会
  - 玉溪村委会
  - 龙花村委会